# 西濃

地図上紫色の地域が西濃（濃色が市部、淡色が郡部）

西濃（せいのう）は、岐阜県南西部（美濃国西部）の総称である。

## 地理
- 西濃は、市町村でいうと、大垣市、海津市の2市、安八郡（神戸町、輪之内町、安八町）、揖斐郡（揖斐川町、大野町、池田町）、養老郡（養老町）、不破郡（垂井町、関ケ原町）の4郡9町の地域を指す。揖斐郡とそれ以外とに分類されることもあり、その場合には後者を西南濃と称することもある。また、行政以外では羽島市や瑞穂市、北方町、本巣市を含むこともあるが、この傾向は樽見鉄道が開業した頃から盛んになった。
- 北は福井県境の1,000m以上の山岳地帯、西は伊吹山を中心とした伊吹山地等で滋賀県、三重県に接する。南は海抜0m地帯で愛知県、三重県に接する。東は根尾川、揖斐川、長良川、木曽川等の木曽三川を介して、岐阜地区、愛知県に接する。
- 東濃地区へ行くには小牧JCTや名古屋駅など一旦、愛知県内を経由した方が早いケースが多い。これは高山本線・太多線の岐阜駅〜多治見駅が非電化で本数、両数が少ないのと、木曽川に沿って県境が北に弧を描く様に引かれているのが大きな要因である。但し将来、東海環状自動車道養老JCT〜美濃関JCTが開通すると、中濃および東濃との交通アクセスが向上し、何らかの変化があると思われる。

## 人口
西濃地区全体で、人口341,780人、面積1,432.97km²、人口密度239人/km²。（2025年2月1日、推計人口）。

### 市町村別人口
| 市町村   | 人口（2018年） | 在留外国人（2017年） |
| -------- | -------------- | -------------------- |
| 大垣市   | 159,090        | 4947                 |
| 海津市   | 33,462         | 654                  |
| 養老町   | 27,552         | 542                  |
| 垂井町   | 27,020         | 805                  |
| 池田町   | 23,742         | 364                  |
| 大野町   | 22,813         | 254                  |
| 揖斐川町 | 20,303         | 169                  |
| 神戸町   | 18,953         | 374                  |
| 安八町   | 14,600         | 215                  |
| 輪之内町 | 9,777          | 333                  |
| 関ケ原町 | 6,911          | 141                  |

## 気候
内陸性気候を示し、それに併せて山間部は日本海側気候で一部地域豪雪地帯・特別豪雪地帯、それ以外の地域は太平洋側気候。関ケ原町は、東海道新幹線が雪の為、徐行や運休をする事が毎年ニュースとなる、これが岐阜＝豪雪地帯というイメージがつきまとう原因となり、積雪が年に数回しか無い岐阜市、各務原市等の濃尾平野の地区も雪が多いという勘違いの原因である。例えば東海道本線の除雪車が大垣に常備されていることからも分かるように、雪が深いのはあくまでも山間部である。
冬場は伊吹おろしという季節風が吹く。この影響で大垣市等の平野部でも、年に数回、まとまった雪が降る。

## 産業
特産品
- 大垣市：木枡
- 海津市：草もち
- 養老町：ひょうたん
- 垂井町：はちみつ、不帰茶
- 関ケ原町：月見の宮大杉の加工品
- 揖斐川町：揖斐茶
- 池田町：揖斐茶
- 大野町：富有柿
- 神戸町：バラ
- 安八町：ほうれん草、蓬
- 輪之内町：菊

大垣市には、イビデン、太平洋工業、大垣共立銀行、セイノーホールディングス、セリア、丸順、大光、サンメッセといった上場企業の本社がある。また、大垣市以外の上場企業としては、未来工業（輪之内町）がある。

## 交通

### 道路
- 高速道路
  - 名神高速道路
  - 東海環状自動車道（一部区間建設中）
- 一般国道
  - 国道21号
  - 国道258号
  - 国道303号
  - 国道365号
  - 国道417号
- 有料道路：伊吹山ドライブウェイ

### バス
- 名阪近鉄バス
- 岐阜バス（大野町、大垣市）

### 鉄道
- JR
  - 東海道新幹線（通過のみ）
  - 東海道本線
  - 美濃赤坂線（通称、正式には東海道本線の支線）
  - 垂井駅（通称、正式には東海道本線の別線）
- 私鉄
  - 養老鉄道
  - 西濃鉄道（貨物鉄道）
  - 樽見鉄道

かつては名古屋鉄道揖斐線・谷汲線が存在した。

## 備考
平成の大合併の際、西濃地区全域で合併し40万都市を目指す西濃市が計画されたが、広すぎる等の問題があり実現しなかった。その後、大垣市を中心とする西濃中部の10市町が合併協議会を結成し、対等合併で「大垣市」とすることまで決まっていたが、調印寸前で安八町の離脱をきっかけに破綻した。結局、実際に合併が成立したのは、大垣市（大垣市+墨俣町+上石津町）、揖斐川町（揖斐川町+藤橋村+春日村+久瀬村+坂内村）、海津市（海津町+南濃町+平田町）の2市1町である。
また、揖斐郡の3町4村での合併計画も進行していたが、池田町が大垣市等との合併協議会に参加（後に離脱）、大野町は旧揖斐川町との対立で離脱したため人口が3万人を下回り、市としての合併は出来なかった。
西濃地区における市町村合併構想の詳細は「西濃圏域合併協議会」を参照されたい。
西濃西部（滋賀県寄り）や南部（三重県寄り）で話される方言は、京阪式アクセント（いわゆる関西訛り）から名古屋弁などと同じ内輪（ないりん）東京式アクセントに移行する過程のアクセントである垂井式アクセントが用いられる。

## 参考として
岐阜県は大きく分けて美濃国と飛騨国にわかれるが、美濃国は一般的には大きく4分割される。
しかし、他の分割方法もあるので、以下に記載する。
- 4分割（最も多く使用されている分割方法）
  - 岐阜地区 - 岐阜市、羽島市、各務原市、山県市、本巣市、瑞穂市、羽島郡、本巣郡
  - 西濃地区 - 大垣市、海津市、安八郡、揖斐郡、不破郡、養老郡
  - 中濃地区 - 美濃加茂市、可児市、関市、美濃市、加茂郡、可児郡、郡上市
  - 東濃地区 - 多治見市、土岐市、瑞浪市、恵那市、中津川市
- 5分割（その1）
  - 岐阜地区 - 岐阜市、羽島市、各務原市、山県市、本巣市、瑞穂市、羽島郡、本巣郡
  - 西濃地区 - 大垣市、海津市、安八郡、揖斐郡、不破郡、養老郡
  - 中濃地区 - 美濃加茂市、関市、美濃市、可児市、可児郡、加茂郡
  - 東濃地区 - 多治見市、土岐市、瑞浪市、恵那市、中津川市
  - 北濃地区 - 郡上市

- 5分割（その2）
  - 岐阜地区 - 岐阜市、羽島市、各務原市、山県市、本巣市、瑞穂市、羽島郡、本巣郡
  - 西濃地区 - 大垣市、海津市、安八郡、揖斐郡、不破郡、養老郡
  - 中濃地区 - 関市、美濃市、郡上市
  - 可茂地区 - 可児市、美濃加茂市、可児郡、加茂郡
  - 東濃地区 - 多治見市、土岐市、瑞浪市、恵那市、中津川市

4分割の場合、可児市と可児郡を東濃にいれる場合もある。
5分割（その2）では、中濃地区を美濃地区とする場合もある。